# Campionat del Món de motocròs 1962
La temporada de 1962 del Campionat del Món de motocròs fou la 6a edició d'aquest campionat, organitzat per la FIM. El calendari oficial constava de 10 Grans Premis, celebrats entre el 15 d'abril i el 19 d'agost.
Aquell any l'antic Campionat d'Europa de motocròs en la categoria de 250cc (anomenat Coup d'Europe entre 1957 i 1958) passà a anomenar-se també Campionat del Món. Una de les proves puntuables per a aquest nou campionat era el "Motocross Internacional de Barcelona", celebrat el 25 de febrer i anomenat Gran Premi d'Espanya a partir d'aquella temporada. Era la tercera edició d'aquesta cursa, que es disputava d'ençà de 1960 al Circuit de Pedralbes (habilitat als terrenys d'un antic camp de golf, a l'actual Zona Universitària).

## Sistema de puntuació
Barem de puntuació de 1952 a 1969:
| Posició | 1 | 2 | 3 | 4 | 5 | 6 |
| Punts   | 8 | 6 | 4 | 3 | 2 | 1 |

| Resultats que computen                         |
| 1/2 + 1 dels GP (cal acabar-hi les 2 mànegues) |

## 500 cc

### Classificació final

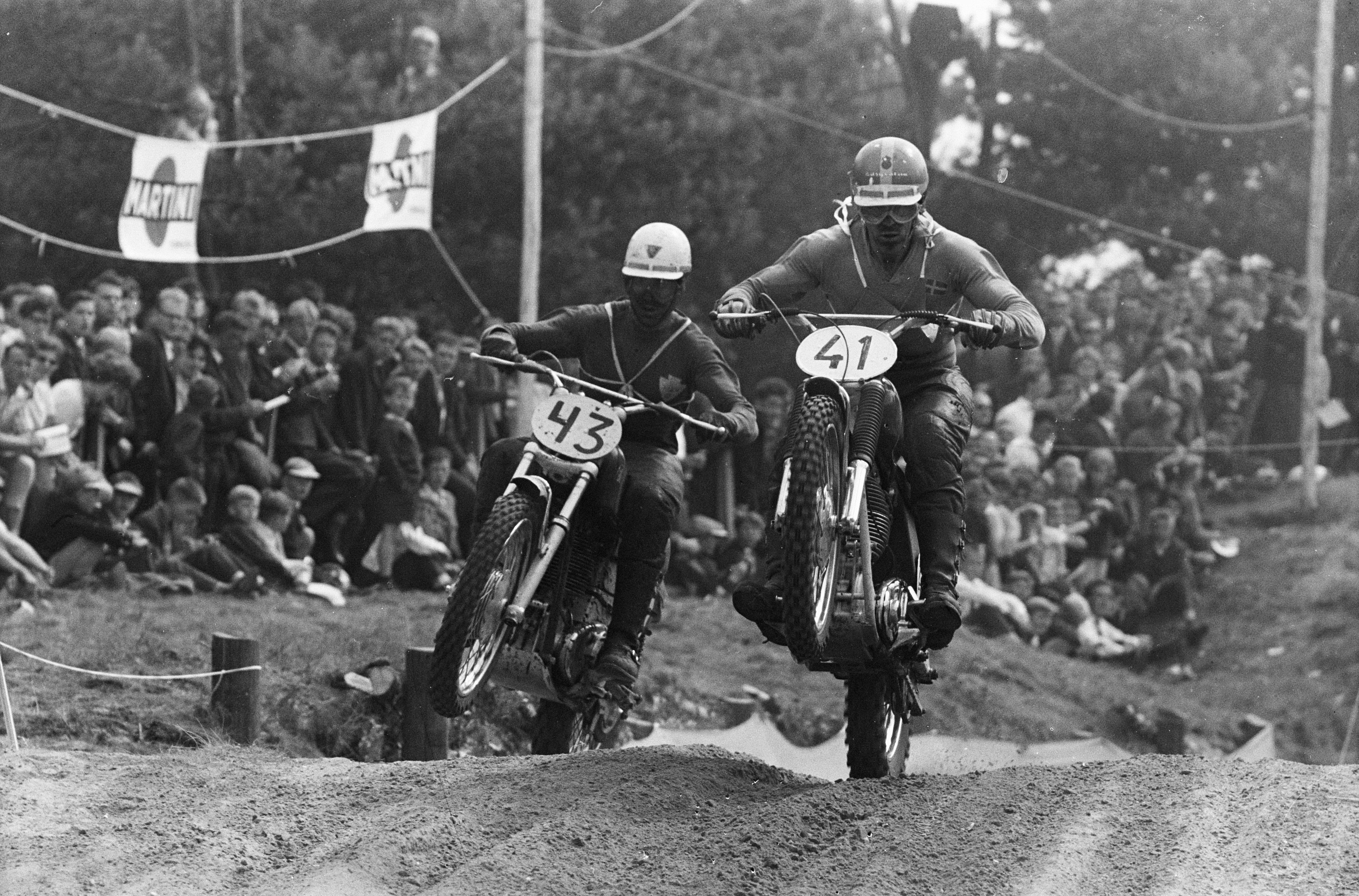
Rolf Tibblin i Gunnar Johansson al GP dels Països Baixos de 500cc, disputat a Lichtenvoorde el 29/7/1962

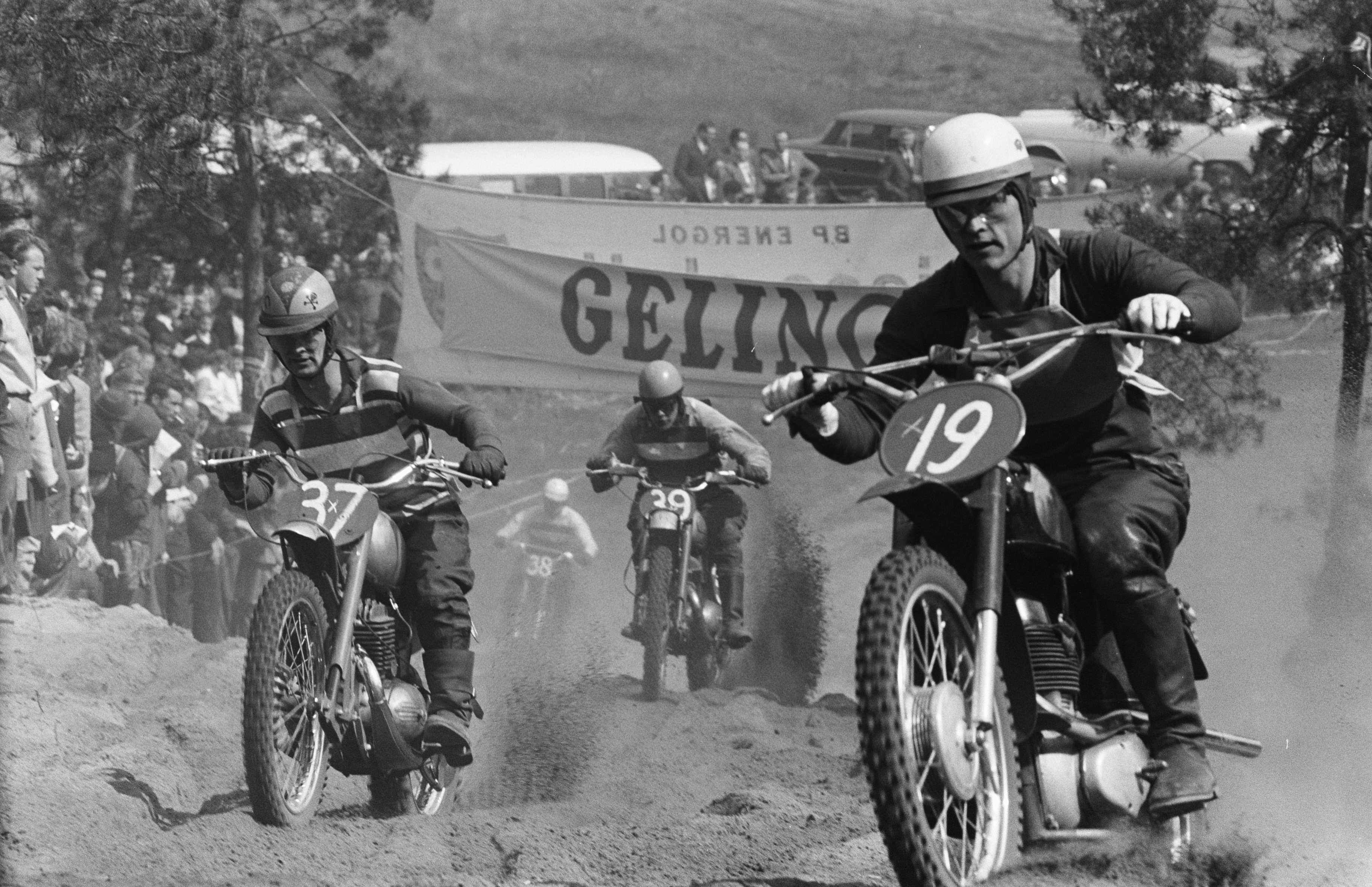
Imatge del GP dels Països Baixos de 250cc, disputat a Bergharen el 3/6/1962

| Posició | Pilot            | Motocicleta     | Punts          |
| ------- | ---------------- | --------------- | -------------- |
| 1       | Rolf Tibblin     | Husqvarna       | 45 net/51 brut |
| 2       | Gunnar Johansson | Lito            | 41 net/47 brut |
| 3       | Sten Lundin      | Lito            | 27 net/31 brut |
| 4       | Ove Lundell      | Monark          | 25             |
| 5       | Bill Nilsson     | Lito            | 23             |
| 6       | John Burton      | BSA             | 14             |
| 7       | Jeff Smith       | BSA             | 9              |
| 8       | Broer Dirkx      | BSA             | 8              |
| 9       | Per Olaf Persson | Monark          | 5              |
| 9       | Lars Gustavsson  | Lito            | 5              |
| 11      | Don Rickman      | Métisse-Triumph | 4              |

## 250 cc

### Classificació final
| Posició | Pilot              | Motocicleta | Punts          |
| ------- | ------------------ | ----------- | -------------- |
| 1       | Torsten Hallman    | Husqvarna   | 56 net/72 brut |
| 2       | Jeff Smith         | BSA         | 48 net/67 brut |
| 3       | Arthur Lampkin     | BSA         | 42 net/52 brut |
| 4       | Vlastimil Valek    | ČZ          | 31             |
| 5       | Karel Pilar        | ČZ          | 20             |
| 6       | Aarno Erola        | Husqvarna   | 11             |
| 7       | Fritz Betzelbacher | Maico       | 11             |
| 8       | Olle Pettersson    | Husqvarna   | 10             |
| 9       | Lanfranco Angelini | Aermacchi   | 9              |
| 10      | Dave Bickers       | Greeves     | 8              |
| 11      | Jaromir Cizek      | Jawa        | 7              |

## Resum: Podi final 1962
|           | 500 cc           | 500 cc    | 250 cc          | 250 cc    |
| Campió    | Rolf Tibblin     | Husqvarna | Torsten Hallman | Husqvarna |
| Subcampió | Gunnar Johansson | Lito      | Jeff Smith      | BSA       |
| Tercer    | Sten Lundin      | Lito      | Arthur Lampkin  | BSA       |